# Động vật thành thị

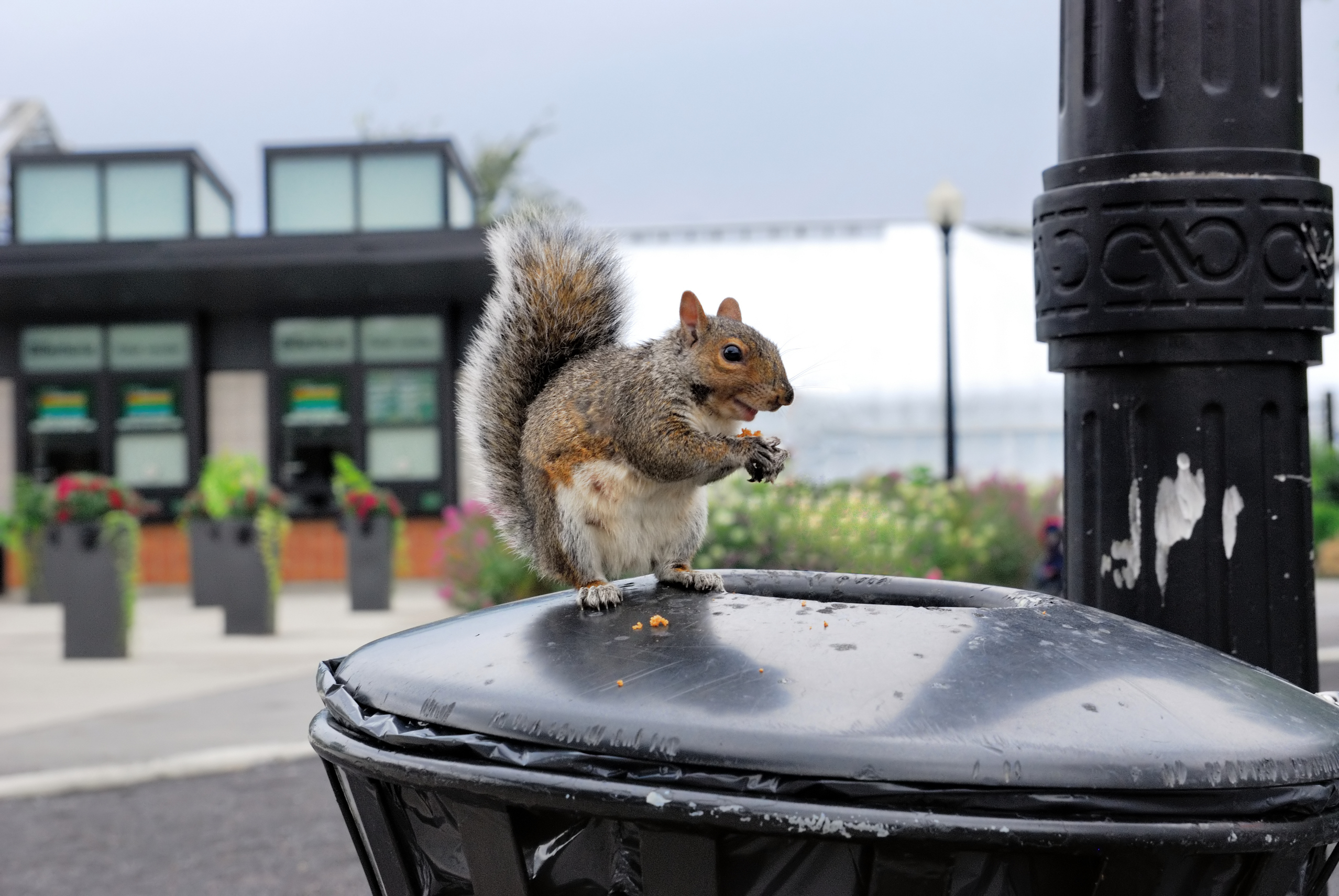
Một con sóc đô thị

Động vật thành thị (Urban wildlife) là các loài động vật hoang dã có thể sinh sống hoặc phát triển trong môi trường đô thị hoặc xung quanh các khu dân cư đông đúc của con người. Một số động vật hoang dã đô thị chẳng hạn như chuột nhà là loài cộng sinh, có liên quan đến sinh thái và thậm chí tiến hóa để trở nên hoàn toàn phụ thuộc vào con người như là quá trình tự thuần hóa. Các loài khác chỉ đơn giản là chấp nhận sống chung với con người và sử dụng các khu rừng đô thị (lâm viên) còn lại, không gian xanh và thảm thực vật đường phố/khu vườn làm môi trường sống thích hợp, trong một số trường hợp, chúng dần trở nên quen thuộc với con người, do đó cuối cùng cộng sinh theo thời gian.

## Đặc điểm

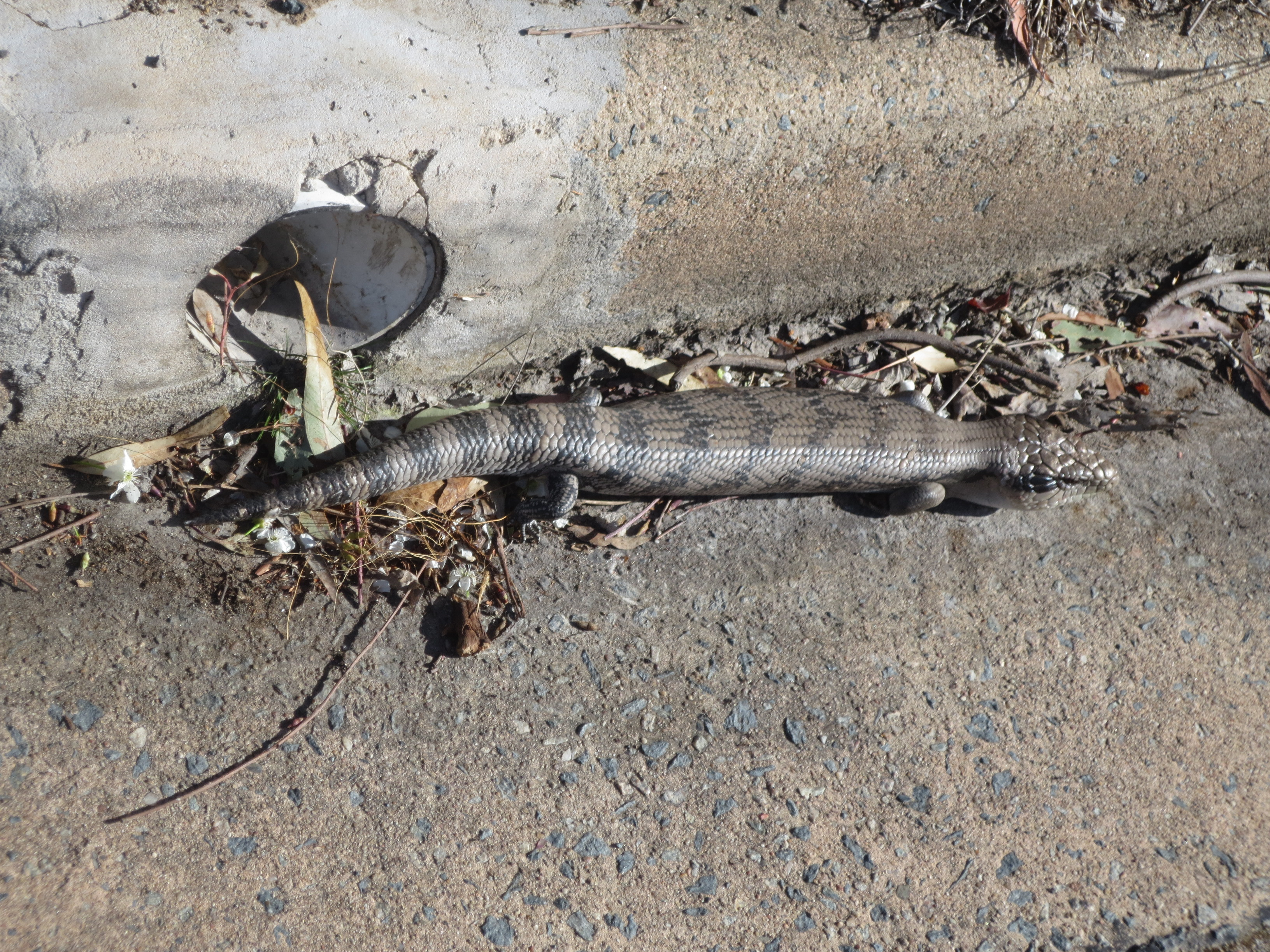
Thằn lằn lưỡi xanh ở lề đường cạnh đường ống nước mưa 4 inch có vảy. Vị trí Farrer, Canberra, Úc.

Những loài động vật đô thị này đại diện cho một số ít các sinh vật thường sinh sống trong một khu vực, một tổng hợp các nghiên cứu năm 2014 cho thấy chỉ có 8% các loài chim bản địa có mặt ở các khu vực thành thị so với ước tính về mật độ các loài ngoài đô thị. Động vật đô thị có thể được tìm thấy ở bất kỳ vĩ độ nào mà con người sinh sống để có nên một danh sách các loài động vật quanh quẩn để lượm lặt, kiếm ăn từ rác thải của con người trong các khu định cư bao gồm từ khỉ ở vùng nhiệt đới cho đến gấu trắng ở Bắc Cực. Các loại khu đô thị khác nhau hỗ trợ và cung cấp môi trường sống cho các loại động vật hoang dã khác nhau. Một đặc điểm chung của các loài chim thích nghi tốt với môi trường đô thị là chúng có xu hướng là loài có bộ não lớn hơn, có lẽ cho phép chúng thích nghi hơn với môi trường đô thị dễ thay đổi, nhiều con chim trở nên thông minh hơn khi chúng sống trong các khu vực có con người.
Môi trường đô thị có thể tạo ra những áp lực chọn lọc mới lên sinh vật đôi khi dẫn đến những thích nghi mới. Trong số các loài động vật có xương sống, một trường hợp là những con Bạc má lớn thành thị, chúng được phát hiện là có giọng hót ở âm vực cao hơn so với các họ hàng ở nông thôn để tiếng hót của chúng nổi bật hơn tiếng ồn của thành phố, mặc dù đây có lẽ là một phản ứng về tập tính học được chứ không phải do tiến hóa. Loài Zosterops lateralis ở thành thị, một loài chim ở Úc, thực hiện các tiếng gọi bầy với tần suất cao hơn và chậm hơn so với những con sống ở vùng nông thôn. Có vẻ như các tiếng gọi bầy là bản năng và không được hình thành từ học khôn, điều này đã được đề xuất như là bằng chứng cho thấy các những con chim ở đô thị đã trải qua quá trình tiến hóa gần đây để giao tiếp tốt hơn trong môi trường đô thị ồn ào náo nhiệt.